# Штральзундский мир (1370)
Штральзундский мир завершил вторую датско-ганзейскую войну между королевством Дания и военно-торговым союзом городов Ганза. После поражения Дании в войне мир был заключен 24 мая 1370 года в городе Штральзунд. По условиям мира Ганза достигла пика своего влияния и могущества. Штральзундский мир укрепил ведущие позиции Ганзейского союза, особенно его вендского отделения, в балтийской торговле. Благодаря этому, к концу XIV века экономическое и политическое могущество союза достигло своего апогея. Однако расцвет Ганзы сопровождался усилением межгородских противоречий, что в конечном счете привело к упадку союза.

## История
Война началась в 1361 году с захвата Данией входившего в Ганзейский союз города Висбю на острове Готланд. Король Дании Вальдемар IV Аттердаг объявил город владением датской короны. В ответ Ганза, бывшая преимущественно торговым союзом, на собрании в городе Кёльн образовала анти-датский военно-политический союз, который нанял военный флот для борьбы с Данией. В 1368 году была установлена морская блокада Копенгагена. В результате блокады Дания признала своё поражение в 1369 году.
По итогам конфликта, город Висбю вернулся в Ганзейскую лигу в качестве свободного города. Кроме того, Дания признала право городов Ганзейской лиги на свободную торговлю по всему Балтийскому морю. В числе прочего это дало Ганзейской лиге монополию на торговлю рыбой. 

## Положения договора
В число 29 положений договора входили такие значимые пункты:
- Были снижены пошлины на товары, ввозимые ганзейскими купцами.
- Гарантировалось спасение и бесплатное возвращение владельцам грузов с кораблей, потерпевших крушение у датских берегов.
- Главы ганзейских факторий в Дании получили право высшей юрисдикции.
- Ганзейским ремесленникам, розничным торговцам и рыбакам создавался режим наибольшего благоприятствования.
- Ганзейская лига получила право вето при выборах будущих наследников Датского престола.
- В качестве возмещения ущерба Ганзе на 15 лет передавались датские крепости Сканер, Фальстербю, Мальмё и Хельсинборг с правом на 2/3 их доходов, что означало контроль над богатейшими сельдяными промыслами в Сконе, господство над проливами и доходы от различных денежных сборов.